# Vyšší odborná škola pedagogická a sociální, Střední odborná škola pedagogická a Gymnázium Praha 6
Vyšší odborná škola pedagogická a sociální, Střední odborná škola pedagogická a Gymnázium, Praha 6, Evropská 33 je veřejná škola sídlící v Praze 6.

## Studium

### Střední odborná škola pedagogická
- 75-31-M/01 Předškolní a mimoškolní pedagogika (denní forma studia)
- 78-42-M/03 Pedagogické lyceum (denní forma studia)

### Gymnázium s esteticko-výchovným zaměřením
- 79-41-K/41 Gymnázium (denní forma studia)

### Vyšší odborná škola pedagogická a sociální
- 75-31-N/03 Předškolní a mimoškolní pedagogika (denní a kombinovaná forma studia)
- 75-32-N/06 Sociální pedagogika (denní a kombinovaná forma studia)

### Spolupráce s vysokými školami
- Filozofická fakulta Univerzity Karlovy, katedra pedagogiky a sociální práce[1]
- Pedagogická fakulta Univerzity Karlovy, katedra speciální pedagogiky a odborné praxe
- Husitská teologická fakulta Univerzity Karlovy, obor Sociální pedagogika (uznání modulů pro pokračování v bakalářském studiu)
- Asociace vzdělavatelů v sociální práci ČR při FF UK MU Brno

## Centrum volného času
Centrum volného času (CVČ) je součástí Vyšší odborné školy pedagogické a sociální, Střední odborné školy pedagogické a Gymnázia, Evropská 33, Praha 6. Nabízí různorodé aktivity pro děti předškolního  a školního věku i mládež, na kterých se v rámci své odborné praxe podílejí studenti školy - budoucí učitelky mateřských škol a vedoucí školních družin, domů dětí a mládeže atd. Pracují s dětmi pod vedením pedagogů - vyučujících školy. Centrum vzniklo v roce 1994. Základní východiska v pedagogické práci CVČ vycházejí z pedagogického systému italské lékařky a pedagožky Marie Montessori.